# Homolophus nepalicus
Homolophus nepalicus is een hooiwagen uit de familie echte hooiwagens (Phalangiidae).